# Bandera de la Galera
La bandera oficial de la Galera té la descripció següent:
Bandera apaïsada de proporcions dos d'alt per tres de llarg, dividida hosritzontalment en tres faixes, la superior de doble amplada que cada una de les altres, blanca, vermella i groga.

## Història
Fou aprovada el 15 de març del 1995 i publicada al DOGC núm. 2033, del 3 d'abril del mateix any. Està basada en l'escut heràldic de la localitat.